# Francisco Icaza
Francisco Icaza González (5 de octubre de 1930 - 3 de mayo de 2014) fue un artista mexicano más conocido por sus crónicas de viajes en dibujo (gouache, tinta y acuarela)  y sus óleos de caballete.

## Biografía
Francisco Icaza González nació en la embajada de México en El Salvador. De niño comenzó a pintar en el refugio de la embajada de México en Alemania durante el ascenso de los nazis, arraigándose en el hecho de pintar como una posición contra la guerra. Pasó gran parte de su vida viviendo y visitando varios países en el mundo. 
Icaza expuso su obra tanto en México como en el extranjero, tiene tres importantes exposiciones individuales en el Museo de Arte Moderno (1979, 1981 y 1998). Una de las distinciones más importantes es haber sido seleccionado junto con Tamayo, Siqueiros y Belkin a la Guggheim International Award Exhibition en el Salomon G. Museum de Nueva York (1964), Pintó un mural para el teatro construido por el arquitecto Félix Candela en el antiguo Casino de la Selva en Cuernavaca, Morelos. Lugar que  fue centro de polémica cuando la empresa Cotsco destruyó el Casino y  el mural fue trasladado y restaurado en la década de 2000. Otro mural: Computadoras Represoras (1969-70) es pintado para el pabellón de Osaka, Japón, donde se expuso junto a otros murales de colegas pintores. Hoy, estos murales son considerados patrimonio de la humanidad y se encuentran resguardados en el Museo Manuel Felguérez en Zacatecas, Zacatecas. Pintó también otro mural: Flores Urbanas Nocturnas (1969) para el Pabellón de México en Hemisfair en Houston, Texas; y otro más : Canto al Barroco Maya (1966-67) para el Pabellón de México en Montreal, Canadá. Realizó escultura monumental como el bronce en alto relieve dedicado al pintor José Clemente Orozco el cual estuvo en el conjunto habitacional del mismo nombre. 
Fue un miembro activo del Salón de la Plástica Mexicana y miembro fundador de movimientos de pintura como Los Interioristas y/o Nueva Presencia, El Salón Independiente, y Confrontación 66.
Icaza murió a la edad de 83 años, en la Ciudad de México en la tarde del 3 de mayo de 2014.